# چند دختر (ترانه)
چند دختر تک آهنگی در سبک کانتری است که توسط مایکل هاردی، سی جی سولار و جیک میچل نوشته شده و توسط خواننده سبک موسیقی کانتری آمریکایی جیمسون راجرز در تاریخ ۸ سپتامبر ۲۰۱۷ ضبط شده استگ،   این آهنگ به عنوان اولین تک‌آهنگ راجرز و تک‌آهنگ اصلی از دومین آلبوم کوتاه او (۲۰۱۸)  و اولین آلبوم استودیویی شرط می‌بندم اهل یک شهر کوچک هستید منتشر شد.
این اهنگ در تاریخ ۳ ژوئن ۲۰۱۹،  به رادیو کانتری فرستاده شد و در ۳۱ اکتبر ۲۰۲۰ در صدر جدول پخش کانتری بیلبورد قرار گرفت.